# Poma
Cet article possède un paronyme, voir Pomagalski (homonymie).
 (juillet 2021).
Poma est une entreprise française spécialisée dans la fabrication de systèmes de transport par câble. Elle est détenue depuis le 31 mai 2000 par l'industriel italien Michael Seeber, par le biais de HTI BV.
Anciennement Pomagalski, la société a été fondée par Jean Pomagalski en 1947 et a intégré le groupe HTI en 2000.
Son siège social est à Voreppe, dans l'Isère et Poma possède quatre filiales industrielles (COMAG, SACMI, Sigma et SEMER) en région Auvergne Rhône-Alpes, dont certaines sont basées sur son site industriel de Gilly-sur-Isère, inauguré en janvier 2018.

## Histoire

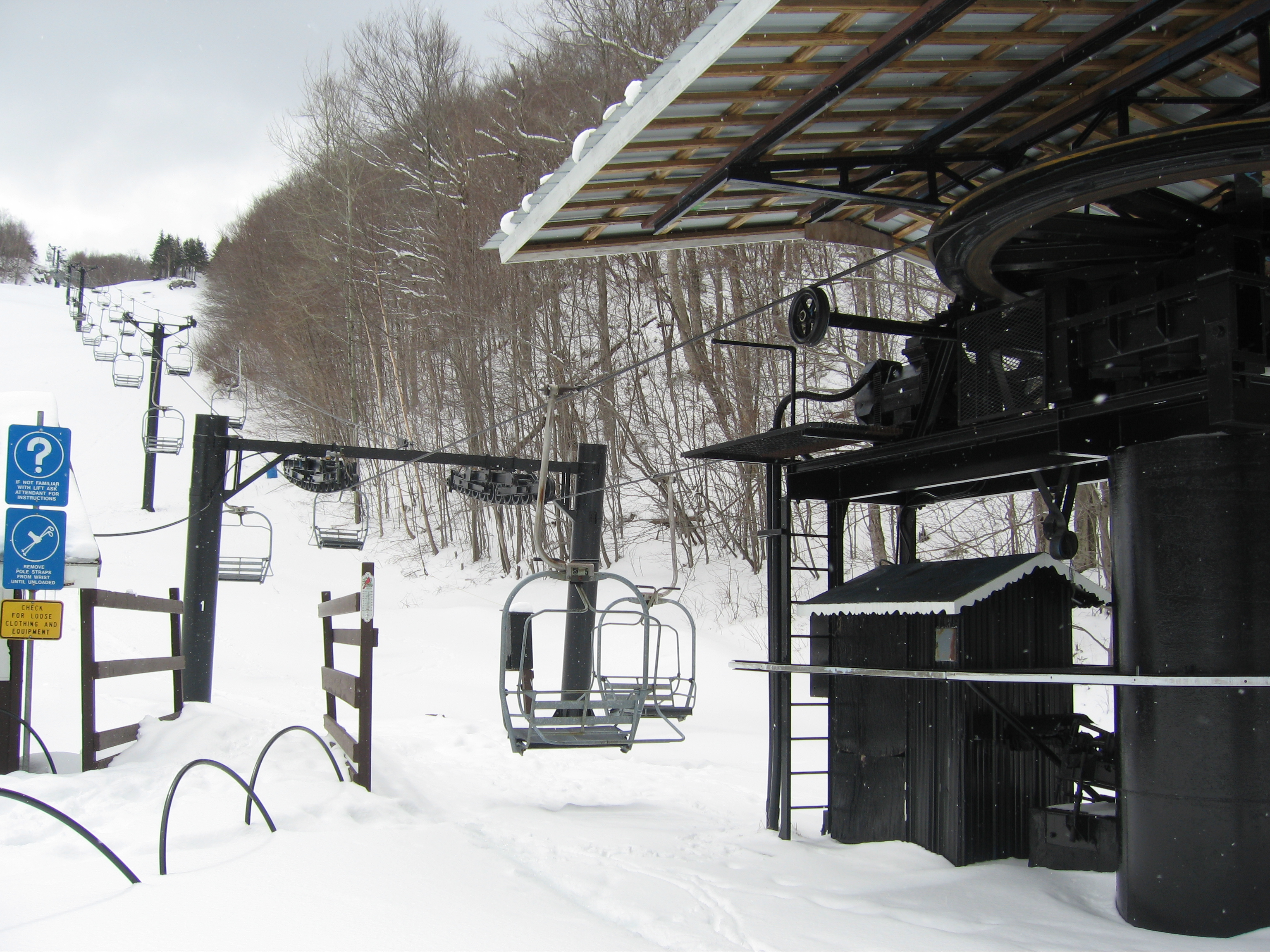
Un télésiège double Poma des années 1960 dans le Vermont aux États-Unis.

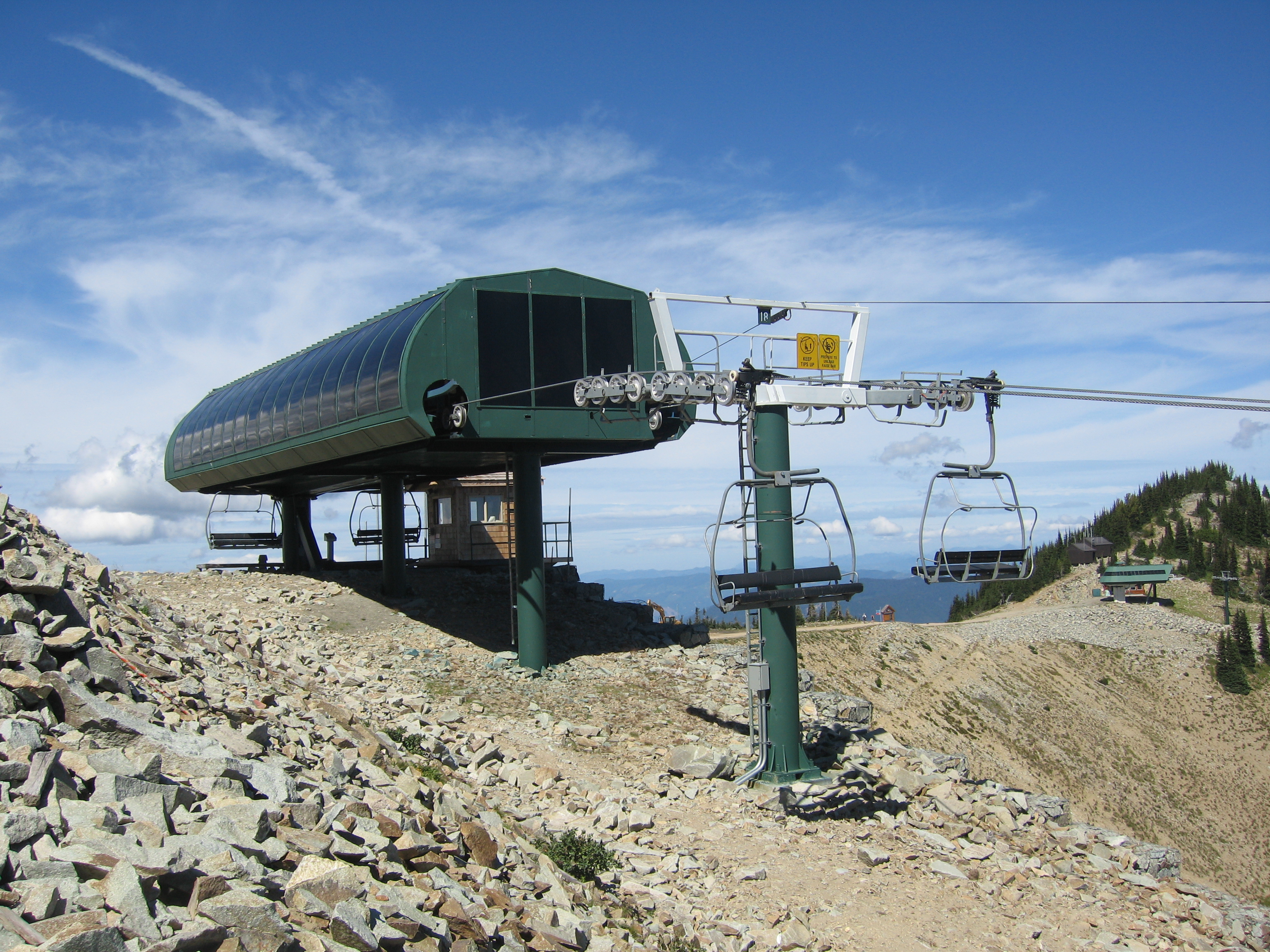
Télésiège Poma à Crystal Mountain, (Washington, États-Unis).

### Gènèse et création de l'entreprise
Jean Pomagalski, ingénieur d’origine polonaise, entrepreneur de bâtiment à Grenoble, invente et installe son premier téléski à l’Alpe d’Huez en 1936,. D’une longueur de 215 m, ce remonte-pente permet aux skieurs de franchir 65 m de dénivelé, une technologie brevetée le 6 mars 1936. Par la suite, Jean Pomagalski réalise plusieurs autres téléskis aux Gets (Haute-Savoie), au col de Porte (Chartreuse) et à Villard-de-Lans (Vercors). Après plusieurs années de recherche, un second brevet est déposé pour le système de téléski à attaches débrayables en 1944. En 1946, Jean Pomagalski crée la société du même nom. La première usine Poma est ensuite inaugurée en 1953 à Fontaine en Isère et compte une quinzaine d’employés. 

### Un développement lié à l'expansion des sports d'hiver
En 1955, l’activité continue de se développer avec une production de 120 téléskis par an, c’est alors que Jean Pomagalski se lance dans la production de télésièges. Cette année-là, le premier télésiège monoplace est installé au Brévent. La période correspond à un développement rapide des sports d'hiver, marquée en France par la préparation des Jeux olympiques de Grenoble. À cette occasion, une seconde usine est construite en 1958 afin d'accroître la capacité de production. Ce bâtiment est doté d'un bureau d’études, de bancs d'essais et de nombreux ateliers équipés de machines modernes. Toujours en 1958, Poma installe les premiers télésièges aux États-Unis : dans le Colorado, le Vermont et l'Alaska, dont les installations sont encore aujourd'hui surnommées « PomaLIFT » (« lift » désignant le télésiège).
Jean Pomagalski met au point en 1959 un premier prototype de télénautique sur les lacs d'Annecy et du Bourget. En 1960, Poma reçoit l'oscar de la meilleure entreprise exportatrice décerné par le ministre des finances et des affaires économiques de l'époque, Wilfrid Baumgartner. La même année, le premier télésiège biplace est livré au Glacier des Bossons avant celui de la Combe de Juments (La Clusaz). Après la réalisation du premier télésiège touristique à Saint-Thomas aux Antilles en 1963, Jean Pomagalski se voit décerner la Légion d'Honneur. Ses nombreuses inventions destinées à la sécurité des monteurs et des utilisateurs de remontées mécaniques sont notamment plébiscitées. Le système de sauvetage ainsi que le descendeur Diabolo reçoivent ainsi la médaille d’or au concours Lépine et au Salon international des Inventeurs de Bruxelles l'année suivante.
Le télésiège-cabine, précurseur de la télécabine imaginée en 1965 par Jean Pomagalski, est produit en seulement 200 exemplaires. Il faut attendre 1966 pour que les télécabines Poma soient mises au point pour être ensuite livrées en premier à Val d’Isère en France et à Queenstown en Nouvelle-Zélande. Équipé d’un dispositif d'ouverture automatique des portes, ce véhicule, un SP4 à pince S, est le résultat du partenariat entre Poma et Sigma Plastique, un fabricant de cabines et pièces thermoformées. Cette télécabine en forme d'œuf, dessinée par Francis Tauzin, a rapidement été adoptée par de nombreuses stations de ski françaises. Un an plus tard, Alphonse Lisa, un esthéticien industriel, crée le premier logo Poma et s’en inspire pour concevoir la gare Delta, distinguée par l'Institut français d’esthétique industrielle.

### Années 1970 et début des années 1980: succession et internationalisation
Après la disparition de Jean Pomagalski le 8 juillet 1969, Gaston Cathiard, un industriel passionné de montagne, succède au fondateur à la tête de l’entreprise,. Ce dernier initie plusieurs changements au sein de la société, notamment la substitution des pylônes en acier tubulaire aux pylônes en treillis. En 1970, l’entreprise SACMI, spécialisée en fabrication des éléments mécano-soudés, intègre le groupe Poma. Sur la même lignée que le téléski, le télésiège devient débrayable en 1972 et le premier est installé à Pralognan-la-Vanoise. La première télécabine 6 places, une innovation mondiale, est quant à elle inaugurée à Villard-de-Lans en 1973. Cette télécabine est récompensée deux ans plus tard par le label “forme et industrie” de l’Institut français d’esthétique industrielle.
Engagé par son père en 1975, Jean-Pierre Cathiard développe les activités de Poma à l’international. En 1976, les bureaux de Poma se modernisent pour s’équiper des premiers ordinateurs et programmes afin de concevoir et de réaliser des modélisations de remontées mécaniques. C’est cette même année, que le premier téléphérique bi-câble pulsé est inauguré à Grenoble.
En 1980, Jean-Pierre Cathiard prend la direction de l’entreprise et succède ainsi à son père Gaston Cathiard. En 1981, les entreprises BACO (entreprise de transport par câble Suisse) et COMAG (spécialisée dans le montage, l’inspection et la maintenance) rejoignent le groupe Poma.

### Les années 1980: accidents tragiques et déménagement
Le 27 décembre 1986 aux Orres, le téléphérique monocâble à va et vient Telesorres construit en 1981 s'écrase sur un parking en contrebas de la station. 36 personnes sont blessées. En janvier 1991, la société Poma est condamnée civilement et son directeur technique est reconnu coupable de blessures involontaires et condamné à 6 mois d'emprisonnement avec sursis,.
En 1988, Poma s’installe sur le site de Centr’Alp à Voreppe. Poma réalise en 1989 le plus haut funiculaire de France aux Deux Alpes.

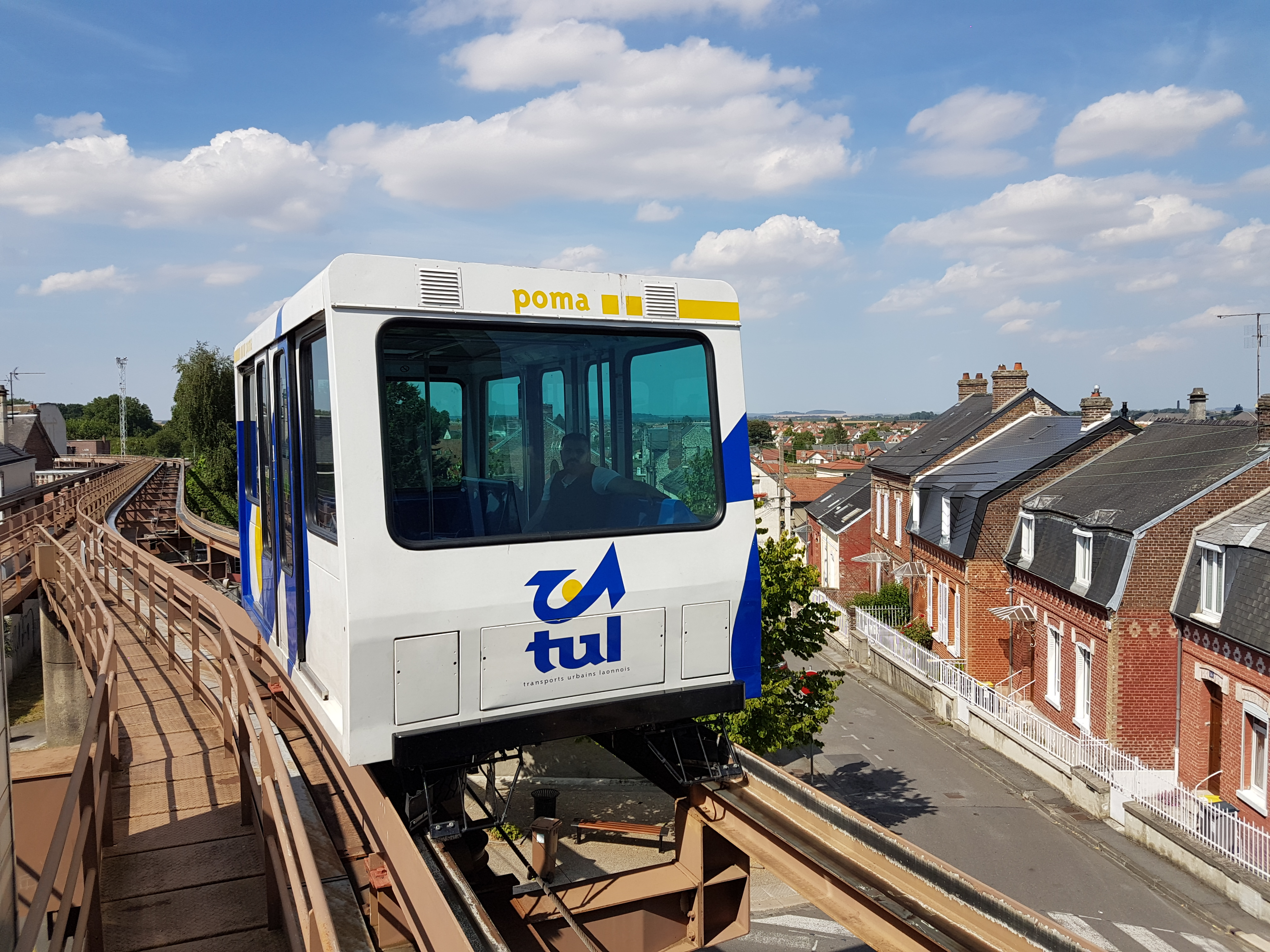
Le Poma 2000 de Laon, en approche de la station intermédiaire Vaux.

Le 13 janvier 1989, la chute de la cabine du téléphérique Vaujany-Alpette à Vaujany, conçue par l'entreprise Poma et livrée en seulement 10 mois, provoque le décès de 8 techniciens âgés de 18 à 31 ans lors du dernier essai avant l'ouverture au public,,,,. Cet accident est lié à un défaut de conception de l'entreprise Poma. Le PDG de l'entreprise, son directeur technique, et l'ingénieur-conseil sont condamnés à dix-huit mois de prison avec sursis pour « homicide involontaire ».

### Regroupements, développement du transport urbain et nouveaux projets
SEMER intègre le groupe Poma en 1991. Six ans plus tard, Poma s’allie avec Otis et pour codévelopper les premiers ascenseurs inclinés.
Poma rejoint le groupe italien HTI dirigé par Michael Seeber en 2000. Puis, les filiales américaines de Leitner et de Poma se regroupent pour former Leitner Poma of America (LPOA) aux États-Unis, au Canada ainsi qu'en Océanie.

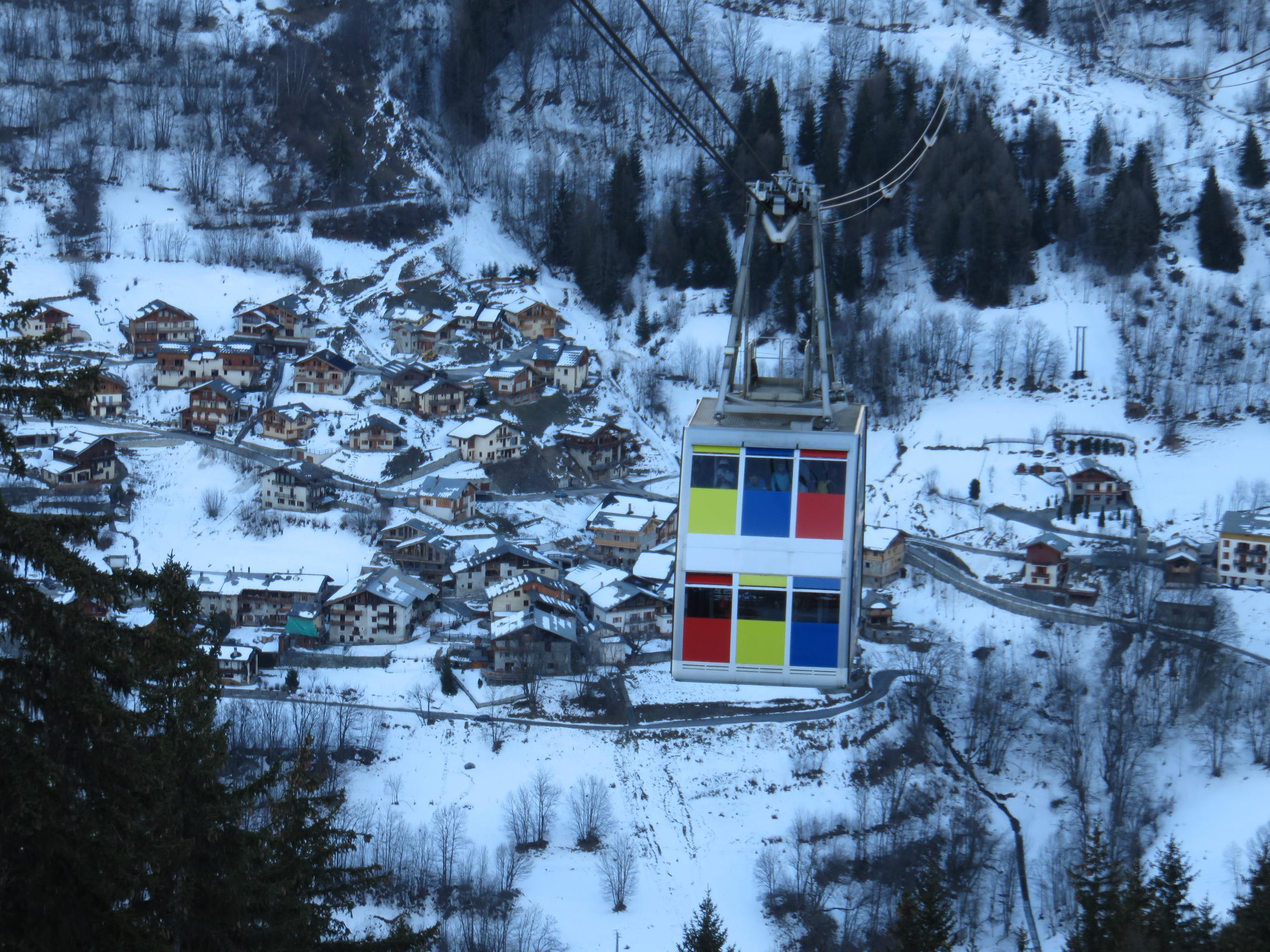
Vanoise Express, Paradiski.

Le téléphérique Vanoise Express inauguré en 2003 est le plus gros téléphérique au monde, possédant un système de sauvetage intégré inédit.
En 2010, Poma inaugure le nouveau Roosevelt Island Tramway, téléphérique urbain au cœur de New York et la liaison blanc-blanc, un funiculaire sous atmosphère contrôlée unique au monde.
Le 17 juillet 2014, l’entreprise Pomagalski change de nom et devient Poma. L’ETAC est créée la même année pour assurer l’exploitation et la maintenance des installations de transport urbain par câble en Algérie. La cabine Symphony, conçue par Pininfarina (une entreprise italienne de design automobile et transport), est commercialisée en 2015, ses dimensions offrent plus d’espace aux usagers qu’une cabine traditionnelle. En 2016, l’entreprise inaugure son nouveau site industriel à Gilly-sur-Isère (France), rassemblant les filiales SACMI et COMAG.
Le 26 janvier 2018 est inaugurée la station de ski de Vedoutchi en Tchétchénie, dont la construction a été en partie financée et effectuée par la Compagnie des Alpes et la société Poma.
Poma continue d’innover, ainsi en 2019 l’entreprise commercialise le nouveau poste de commande SmartBOARD, améliorant la prise en main et l’ergonomie.

Logo avant 2024.

Le 14 mai 2022, le téléphérique urbain de Toulouse, appelé Téléo, est ouvert au public. C'est le plus long téléphérique urbain de France, et le premier Téléphérique 3S à vocation urbaine en France,.
L'entreprise fournit en 2022 au projet de site Cigéo de stockage des déchets radioactifs en couche géologique profonde, à Bure, un funiculaire dédié,.

## Production

### Téléphériques circulants

#### Télésièges à prise fixe

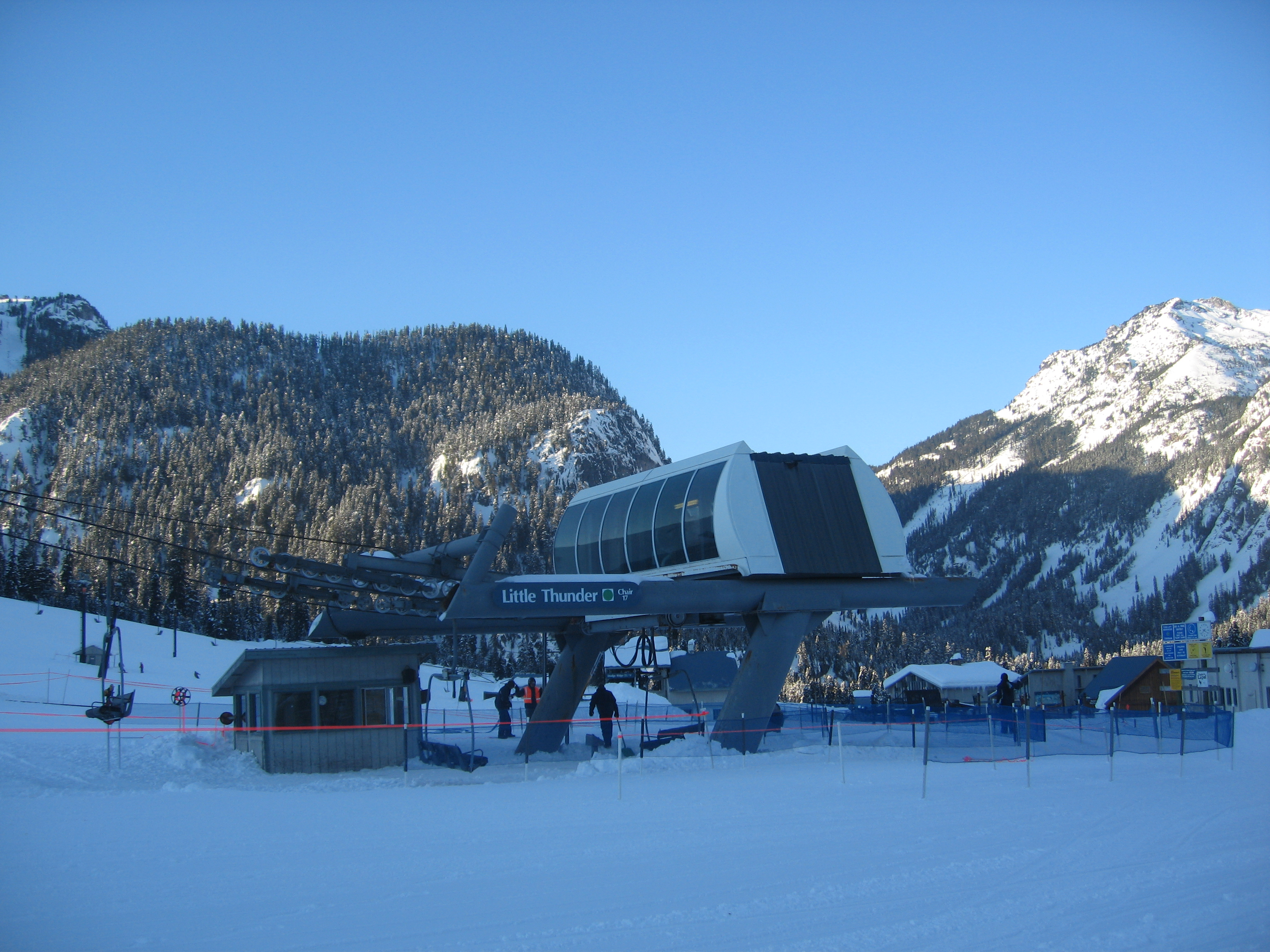
Un ancien modèle de télésiège fixe Poma à Snoqualmie (Washington, États-Unis).

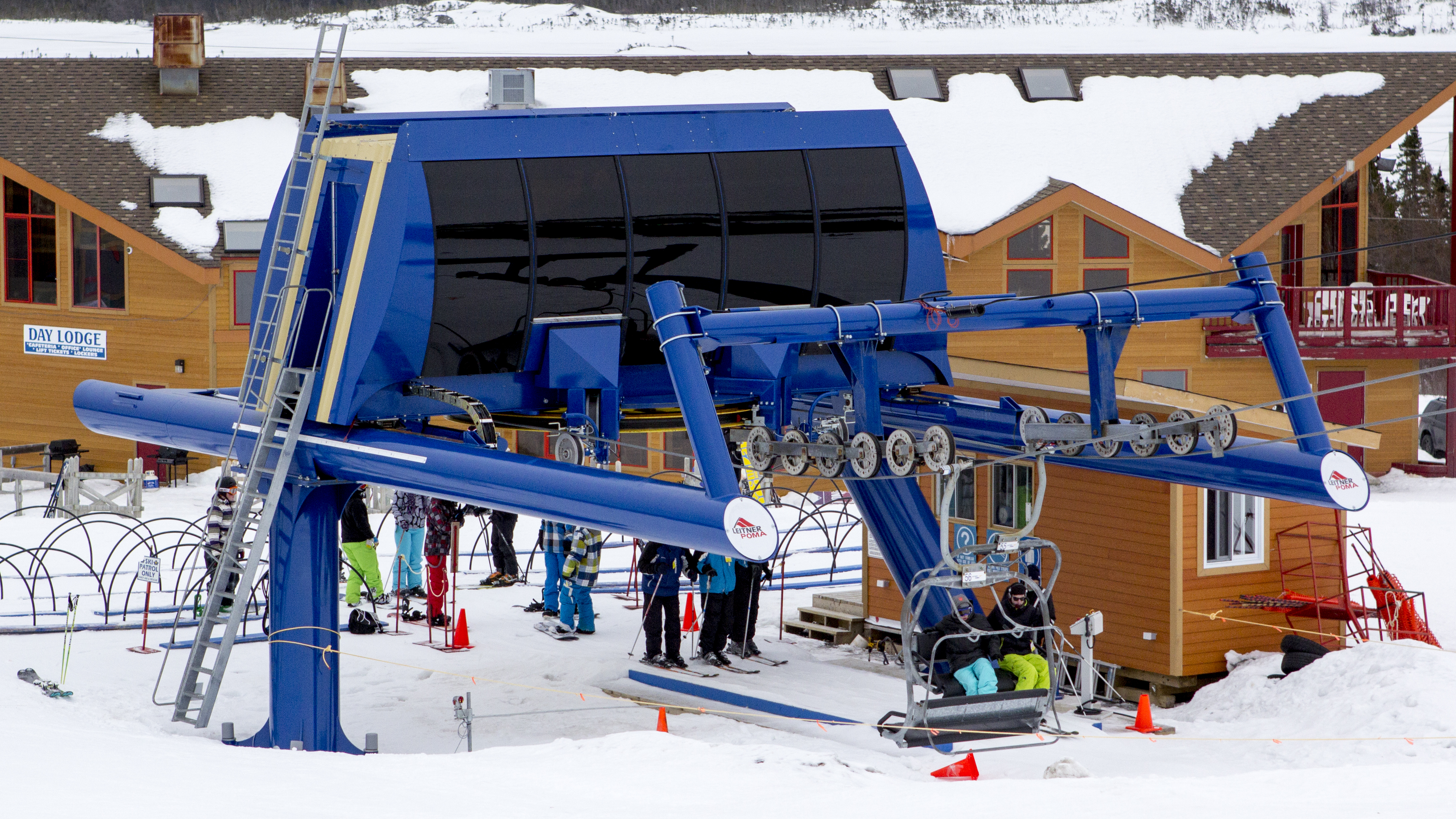
Un terminal Alpha à poignée fixe Poma à la station de ski de White Hills, près de Clarenville à Terre-Neuve au Canada.

Les télésièges à prise fixe de Poma se sont révélés populaires dans le monde entier. Le premier télésiège à prise fixe biplace de Poma est construit en 1958. Le télésiège à trois places est ensuite introduit en 1973. Il est suivi par les télésièges à prise fixe à quatre places et plus récemment à six places.
Le terminal du télésiège Alpha est mis sur le marché en 1982 et continue d'être populaire aujourd'hui. Avant le terminal Alpha, des terminaux Delta étaient utilisés. Ce type de terminaux a connu un tel succès qu'on en voit encore aujourd'hui, la majorité étant en fonctionnement dans le monde entier. Les terminaux des télésièges Delta et Alpha ont la capacité d'être convertis ultérieurement en télésièges débrayables, augmentant ainsi la capacité du télésiège sans construire une installation entièrement nouvelle.

#### Télésièges débrayables

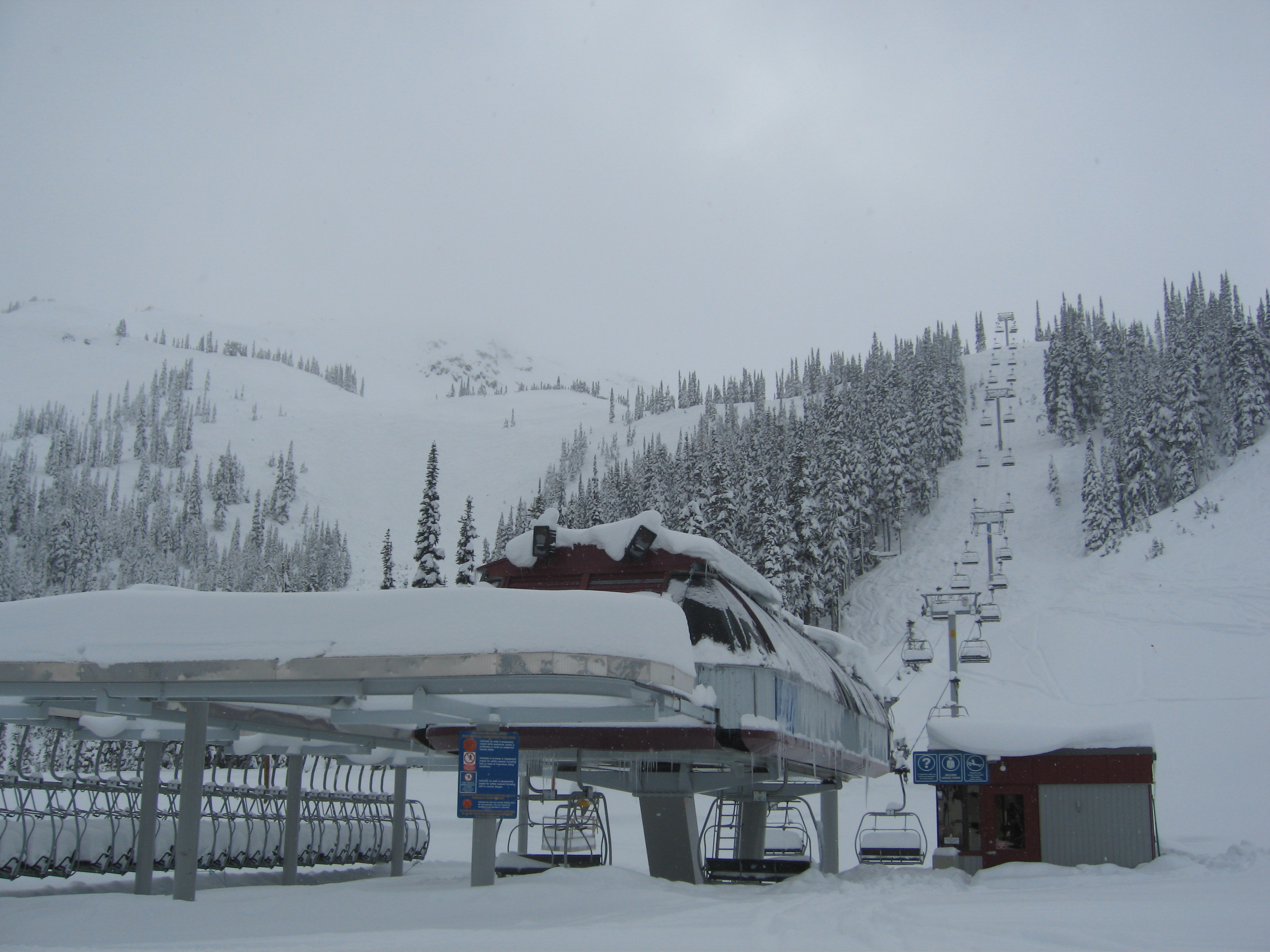
Un télésiège débrayable modèle Challenger Poma à Whistler au Canada.

Poma inaugure les télésièges débrayables en 1972 à Pralognan-la-Vanoise (Dou de l'Écu) et Saint-Lary (Soum de Matte). En 1982, Poma construit un télésiège débrayable avec une vitesse de fonctionnement de 5 m/s, qui est à l'époque le plus rapide au monde. En 1991, Poma dévoile son terminal détachable Omega, plus compact que les terminaux précédents. L'entreprise construit son premier télésiège débrayable à six places en 1993 et son premier télésiège à huit places est construit à Méribel en 2000. La même année, l'entreprise remplace la gamme de terminaux débrayables Omega par le nouveau modèle Phoenix. De plus, Poma introduit également les terminaux Multix dans ses télésièges débrayables, tandis que les nouveaux ascenseurs nord-américains continuent d'être équipés du terminal Omega.

#### Télécabines

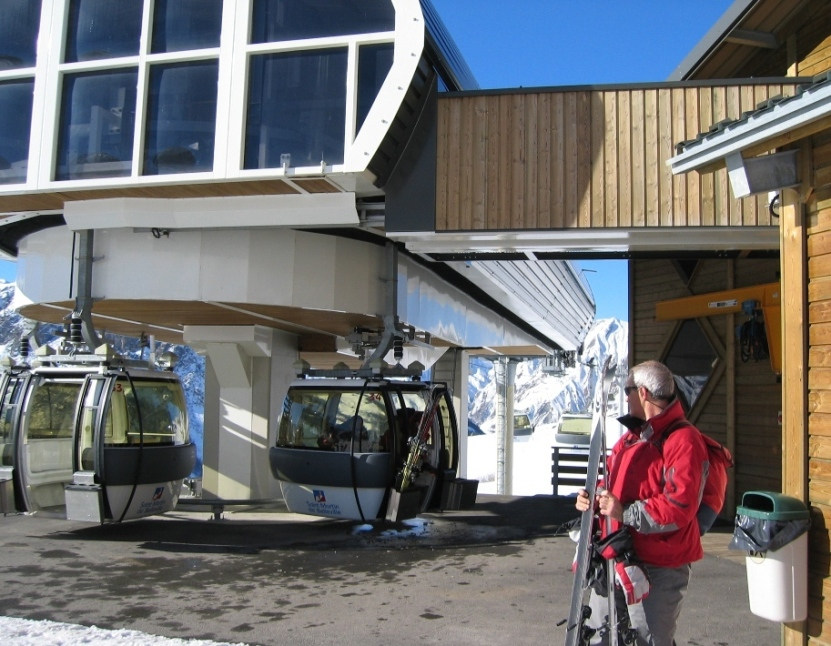
Télécabine à huit places construit en 2002 à Saint-Martin-de-Belleville en Savoie.

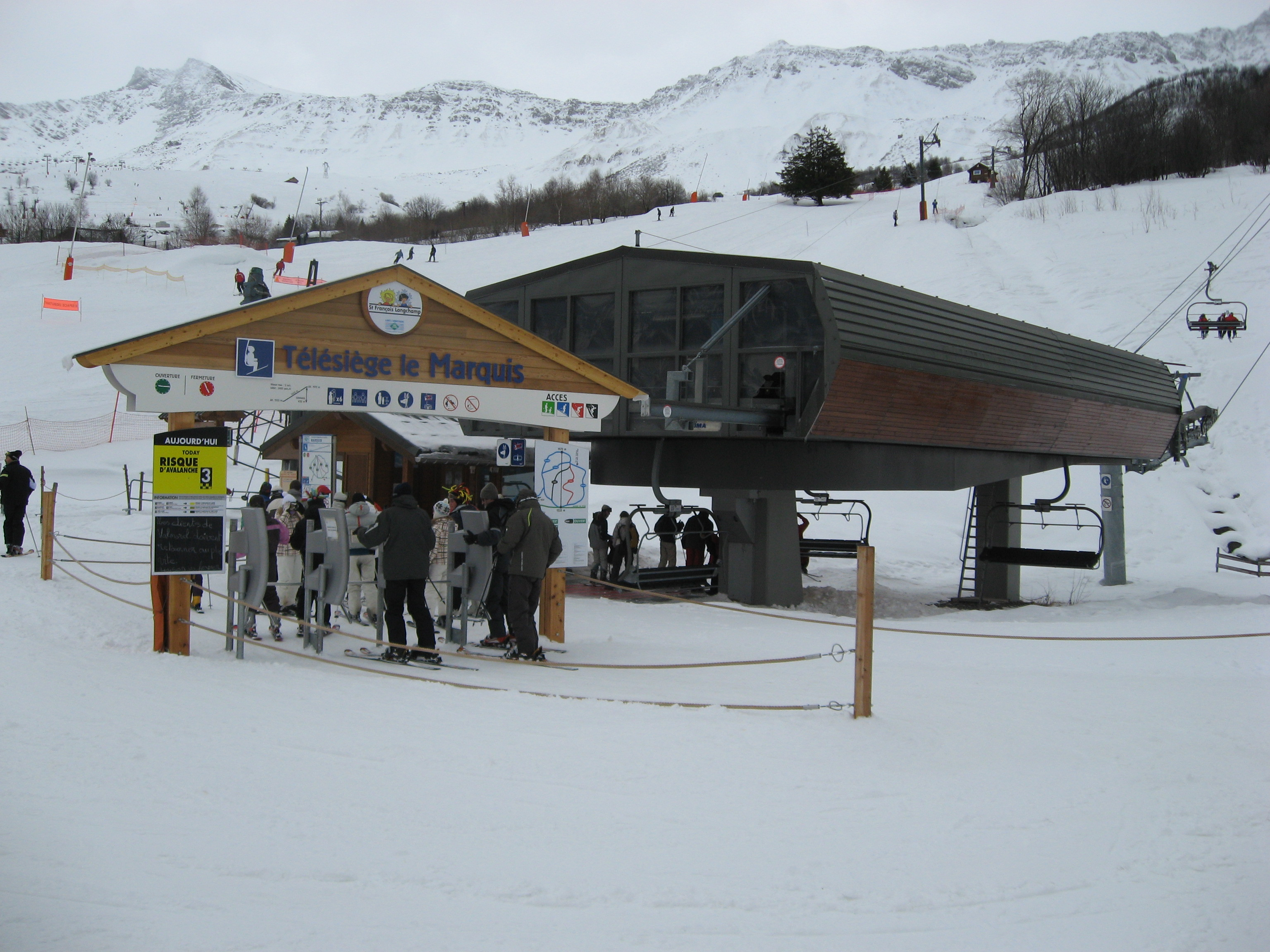
Un télésiège détachable Phoenix à six places à Saint-François-Longchamp.

Poma construit ses premières télécabines débrayables à Val d'Isère, une SP3 prototype, et à Queenstown en Nouvelle-Zélande en 1966, puis ses premières télécabines automatiques à Chalmazel et aux Menuires en 1967. L'entreprise française construit la première télécabine à six places au monde en 1973, à Villard-de-Lans. La première télécabine au monde pour dix passagers est construite par Poma en 1984, suivie par la première version au monde pour 16 passagers.

#### Funitels
L'entreprise a construit à ce jour trois funitels : le Funitel du Grand Fond, funitel démontable construit en 2001, le Funitel du Bouquetin, funitel à pince fixe construit en 2003 (tous deux situés à Val Thorens) et le plus récent, le Funitel de la Perdrix à Super-Besse, construit en 2008 qui est le premier Funitel à présenter la mécanique commune à Leitner et Poma.

#### Ascenseurs hybrides
Telemix est la marque de Poma pour la construction d'ascenseur débrayable équipé à la fois de télécabines et de télésièges. Les gares terminales sont les mêmes que celles des télécabines et télésièges débrayables de l'entreprise. Ceux-ci sont courants dans la station de l'Alpe d'Huez.

#### Téléskis
Le tout premier modèle de Poma est le Pomalift, un téléski doté d'un disque que les skieurs enjambent. Il a la capacité de se déplacer à des vitesses élevées car les plateaux sont détachables du câble de traction, et parce que le perchoir est télescopique et dispose d'un système pneumatique qui permet un départ en douceur et progressif. Ils sont encore vendus aujourd'hui avec les T-Bars et les plateaux à poignée fixe.

#### Téléphériques réversibles
Poma a également construit un certain nombre de grands téléphériques aériens. En 2003, Poma construit le plus grand téléphérique réversible au monde pour relier les stations françaises des Arcs et de La Plagne, le Vanoise Express. Le tramway à deux étages peut accueillir jusqu'à 200 personnes à la fois dans chaque cabine. En 2010, Poma travaille au remplacement du tramway de Roosevelt Island à New York, en utilisant une conception basée mécaniquement sur le Vanoise Express.

#### Funiculaires et transports de personnes
Poma a construit de nombreux funiculaires qui sont des chemins de fer à câble capables de gravir des pentes raides. Poma a également conclu un partenariat avec Otis Elevator, connu sous le nom de Poma-Otis Transportation Systems, pour construire des navettes automatisées.

## Galerie

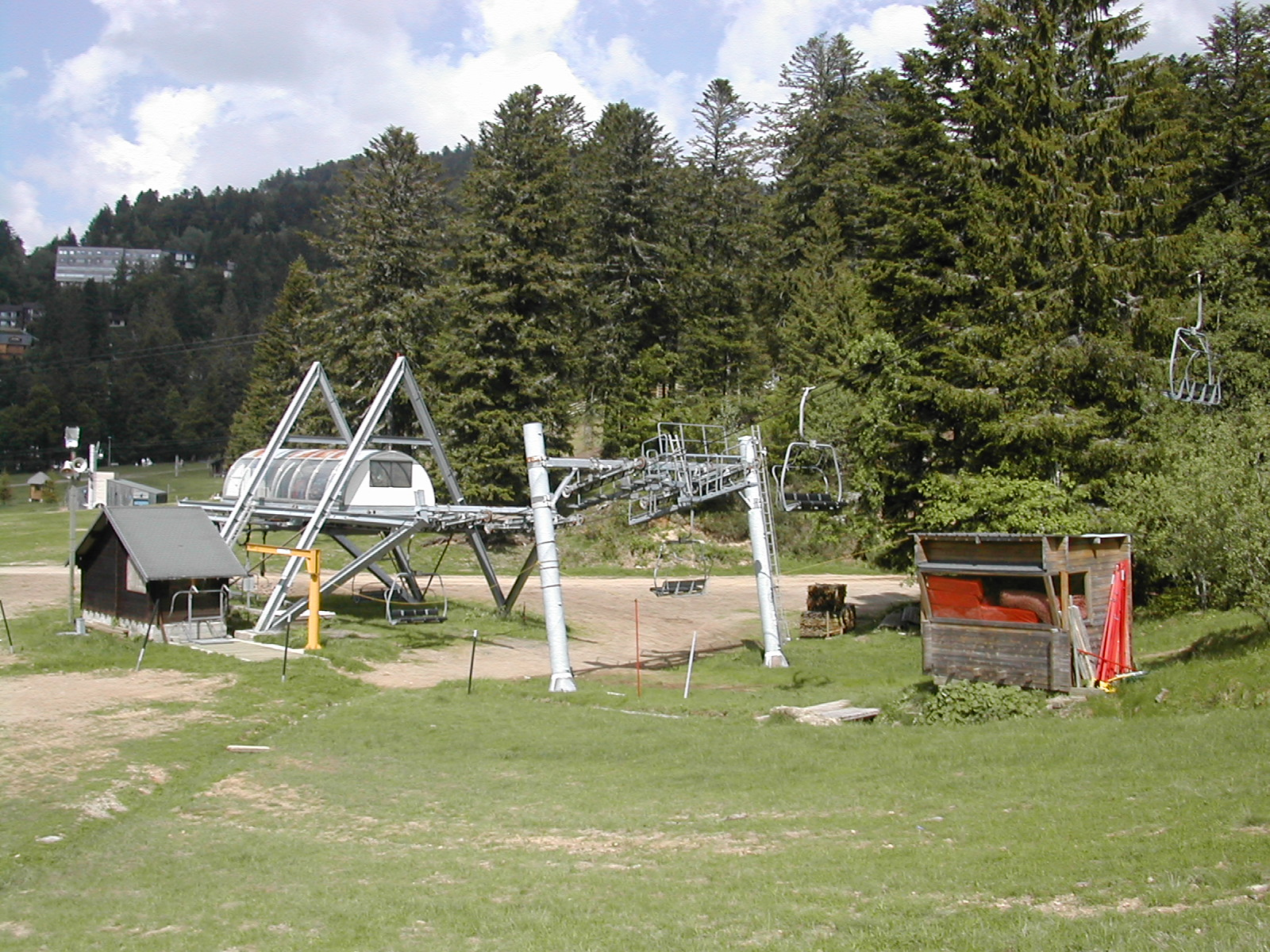
Télésiège à pince fixe, avec terminal Delta construit en 1986 au Lioran dans le Cantal.
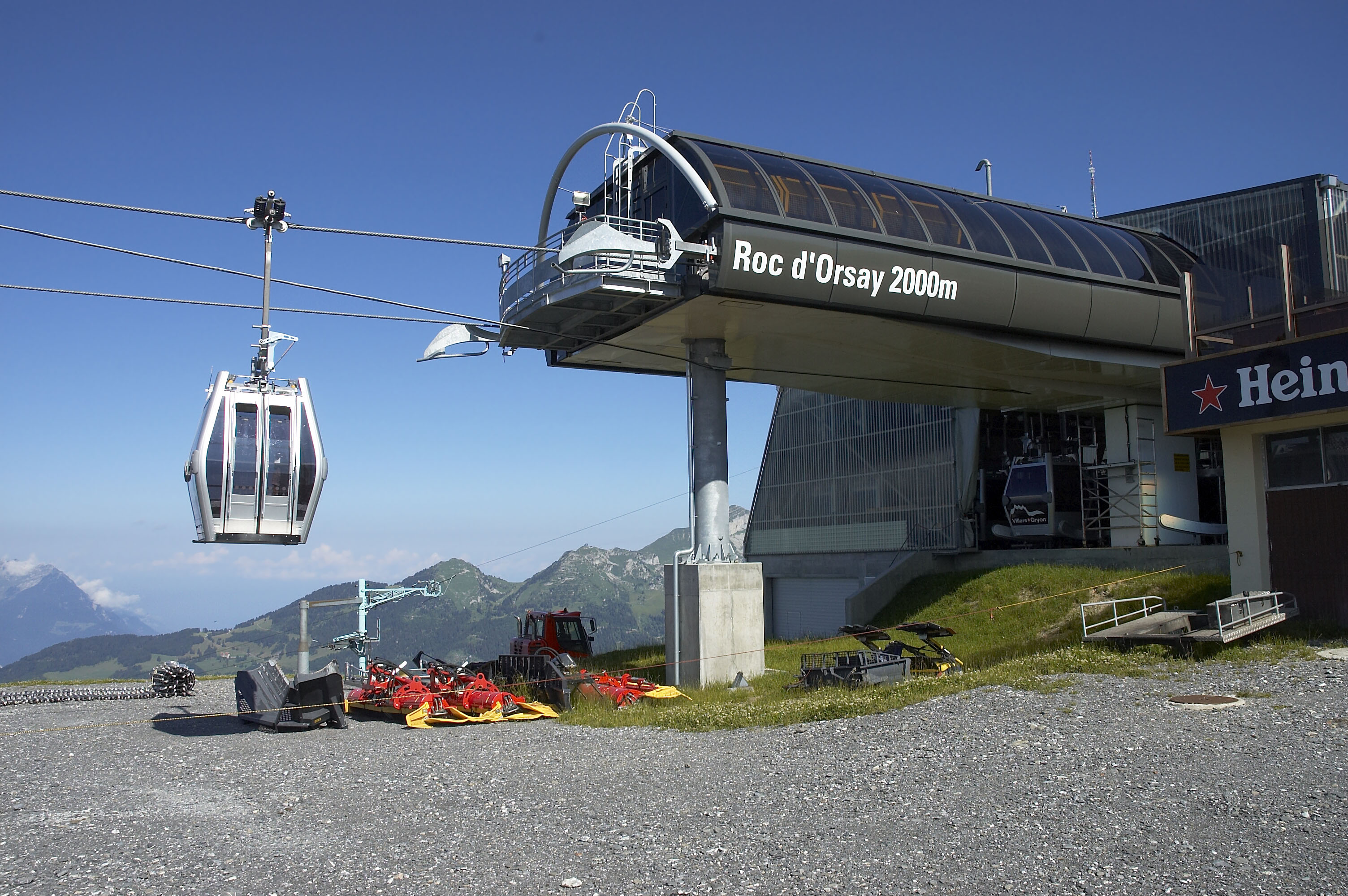
Télécabine 8 places 'Roc d'Orsay' construite en 2006, à Villars en Suisse.
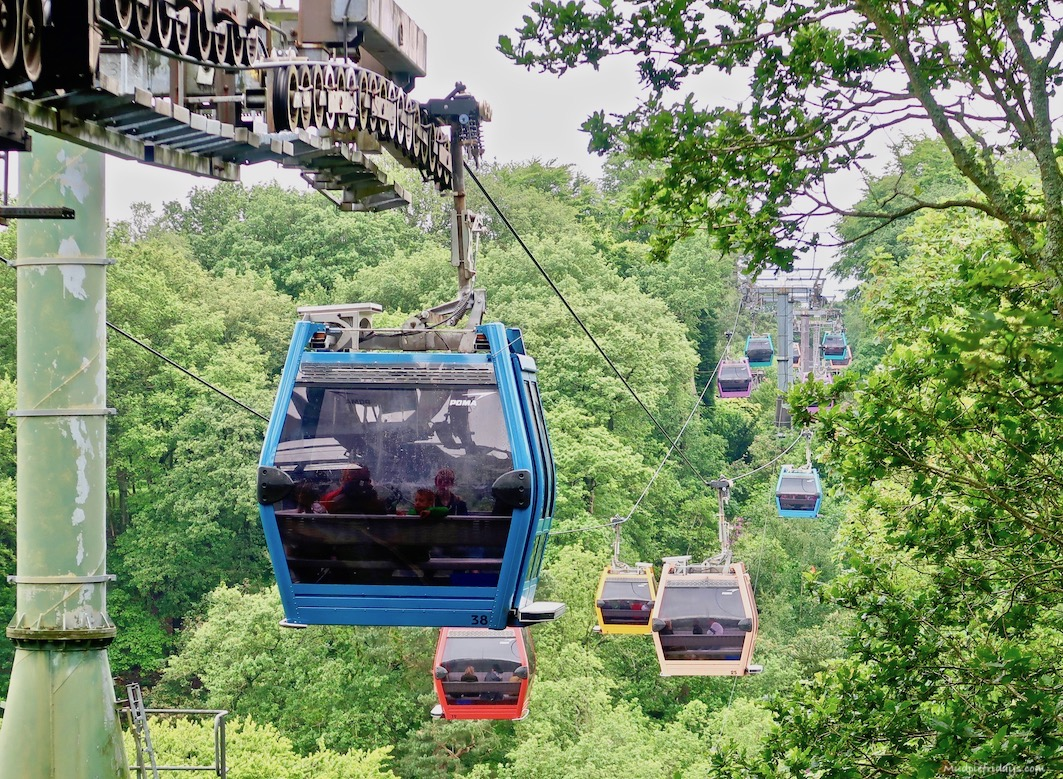
Skyride, une télécabine amovible de 10 places construite en 1987 et installée à Alton Towers au Royaume-Uni.
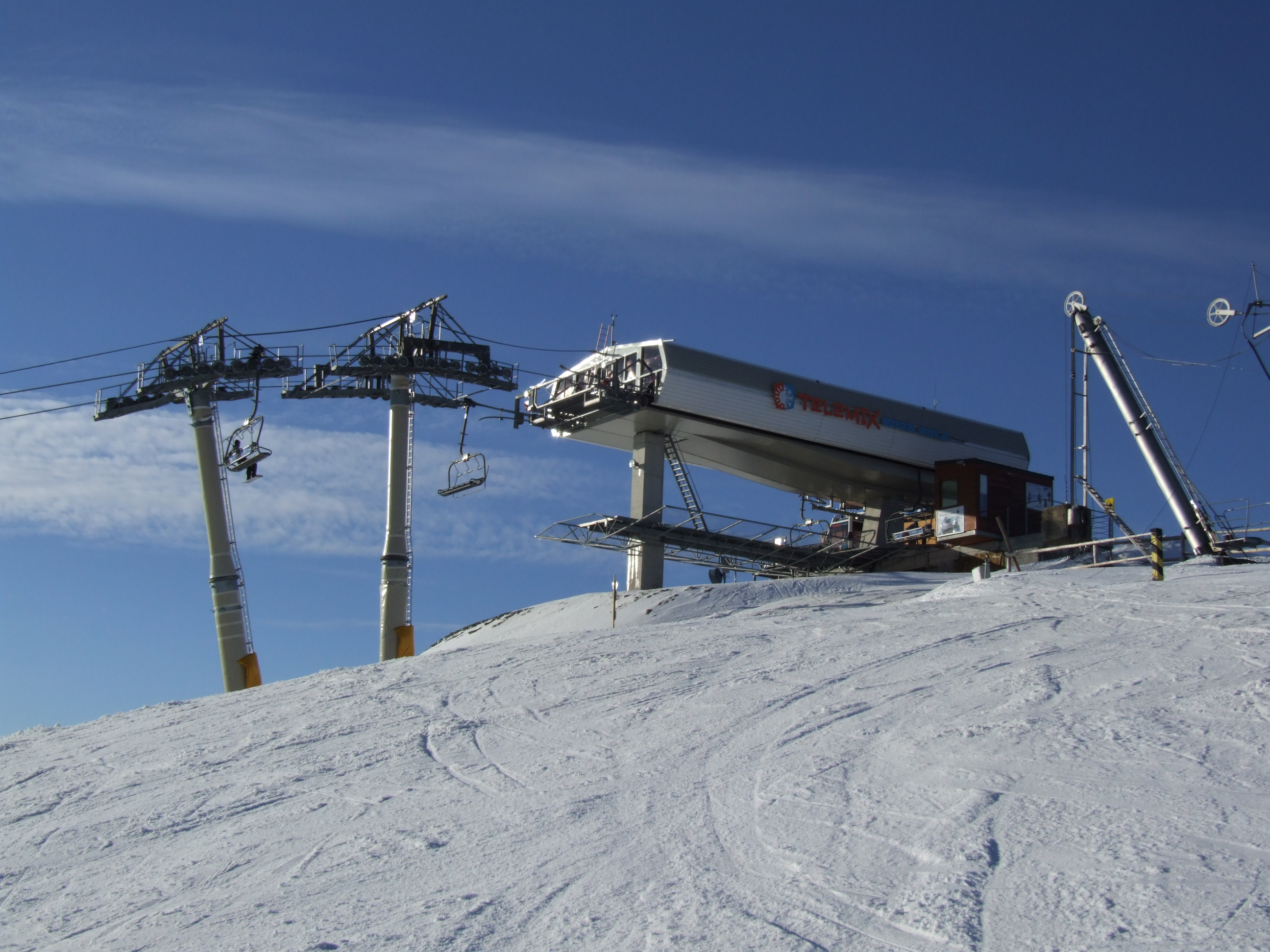
Télémix à Donovaly en Slovaquie.
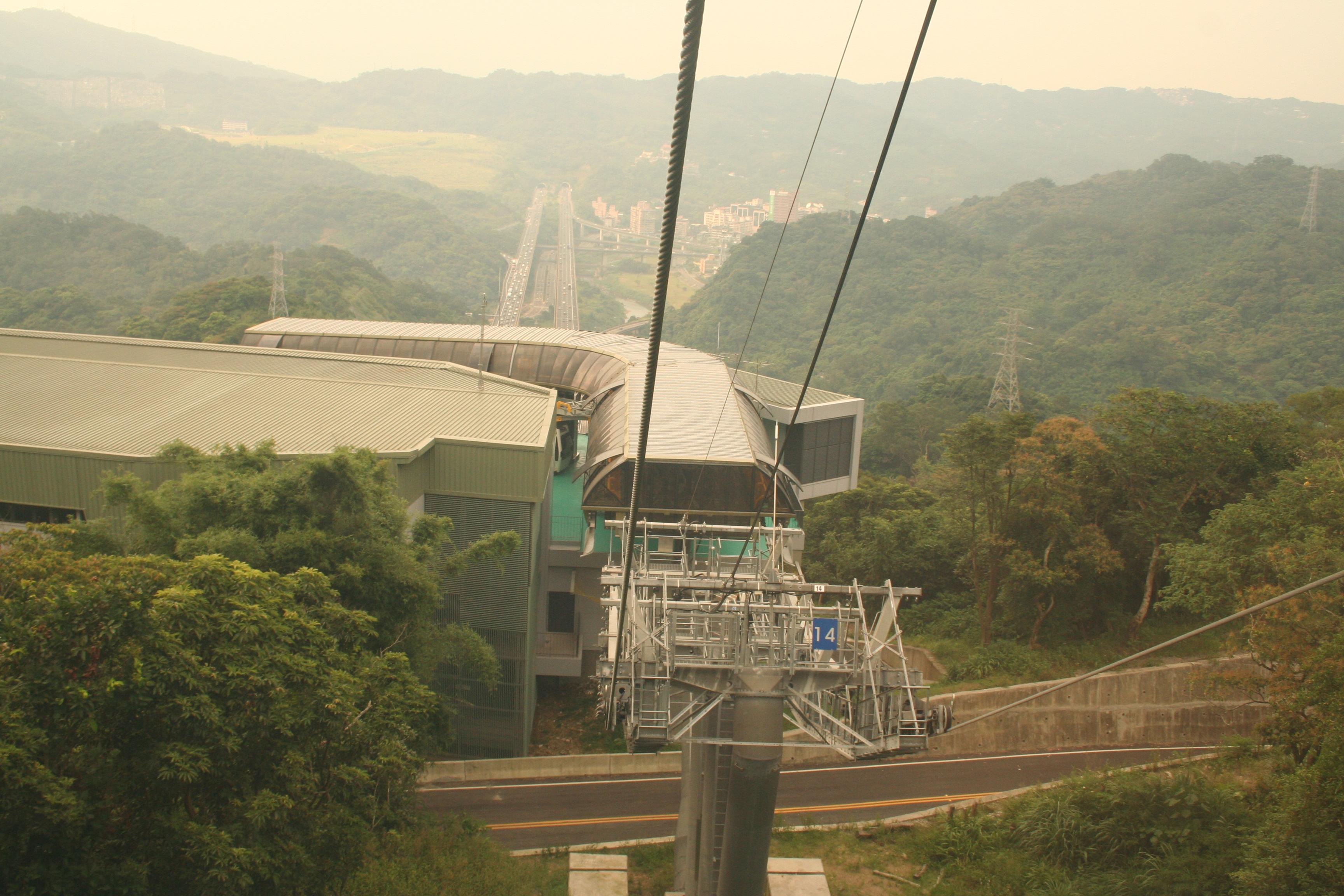
Télécabine de Maokong, entre deux stations et la National Highway n° 3 à Taiwan.

## Filiales

### Leitner-Poma
Leitner-Poma of America, Inc. construit des ascenseurs en Amérique du Nord, en Australie et en Nouvelle-Zélande. Leitner-Poma propose la gamme complète de produits Poma et fabrique la plupart des composants à son siège social de Grand Junction au Colorado.
Poma est arrivée en Amérique du Nord au début des années 1950 sous le nom de Pomalift, Inc., installant son premier ascenseur au Canada en 1952 et aux États-Unis en 1953. Pomalift Inc. change son nom pour Poma of America en 1981 avec la création de son bureau et de son usine à Grand Junction au Colorado. Depuis 1989, toutes les chaises amovibles destinées à l'Amérique du Nord, à la Nouvelle-Zélande et à l'Australie sont conçues et fabriquées au Colorado. En septembre 2001, la fusion des opérations nord-américaines de Poma et de la société italienne Leitner est annoncée pour former Leitner-Poma of America.

### Sigma Cabins
Fondée en 1961 et constituée sous le nom de Sigma Composite SA,, cette société est basée à Veyrins en Isère, et fabrique des cabines pour les remontées mécaniques et les transports de personnes du groupe HTI. L'entreprise produit également des cabines pour d'autres applications telles que les grandes roues. Ses concurrents sont CWA, filiale de Doppelmayr, ainsi que Gangloff, filiale de Bartholet, et Carvatech.

### Skirail
Skirail conçoit et construit des ascenseurs inclinés, des télésièges, des funiculaires et des CycloCables. L'entreprise a été fondée en 1981 et a été acquise par Poma en 1987.

### Baco
Baco AG a été fondée en 1950 et a été acquise par Poma en 1981. Baco a cessé de fabriquer des téléphériques, mais l'entreprise est toujours active, opérant pour Poma et Leitner Ropeways en Suisse.

### Comag
Comag SAS est basée à Gilly-sur-Isère en Savoie, et opère en tant qu'entreprise de génie civil, de maintenance et d'installations en montagne de Poma.

### SACMI
La Société Savoyarde de Construction et de Matériel Industriel, connue sous le nom de SACMI, a été fondée en 1960 et a ensuite été acquise par Poma. L'entreprise est située à Gilly-sur-Isère en Savoie, et fabrique des composants mécano-soudés et autres pièces pré-assemblées pour les téléphériques de Poma,.

### Semer
Semer SA est basée a Passy en Haute-Savoie. Elle est responsable de l'automatisation et de l'électronique utilisées dans les produits du groupe Poma.
Il existe également un réseau de filiales étrangères telles que Leitner Poma Japan, Poma Colombia et Poma Beijing Ropeways.
En 1975, un accord de licence pour la production de systèmes de téléphérique destinés au transport de passagers a lieu entre Pomagalski et TPMP Kežmarok (alors en Tchécoslovaquie, aujourd'hui Slovaquie). Sur la base de cet accord de licence, la production des remontées mécaniques appelées « Tatrapoma » commence alors. L'accord prend fin en 1991, mais TPMP Kežmarok continue depuis lors à fabriquer des remontées mécaniques (maintenant sous le nom de Tatralift).

## Compléments